# Dichrostigma flavipes
Dichrostigma flavipes är en halssländeart som först beskrevs av Stein 1863.  Dichrostigma flavipes ingår i släktet Dichrostigma och familjen ormhalssländor. Inga underarter finns listade i Catalogue of Life.

## Bildgalleri

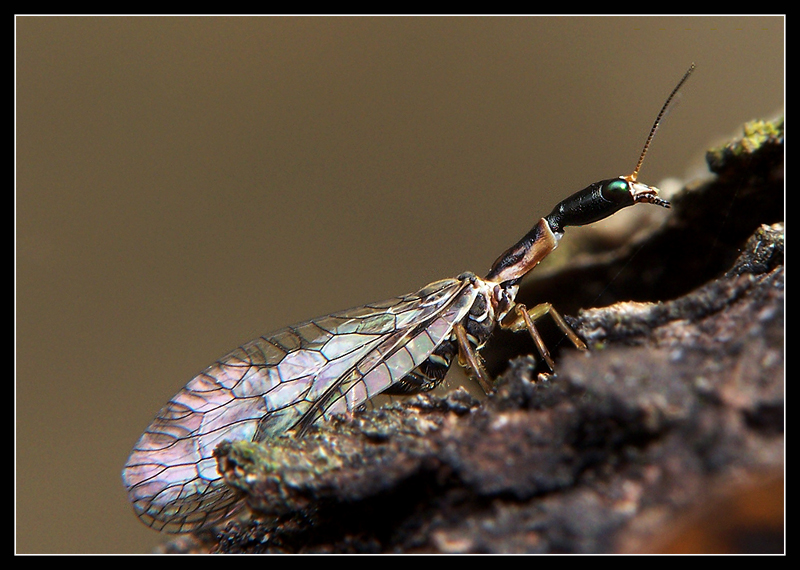
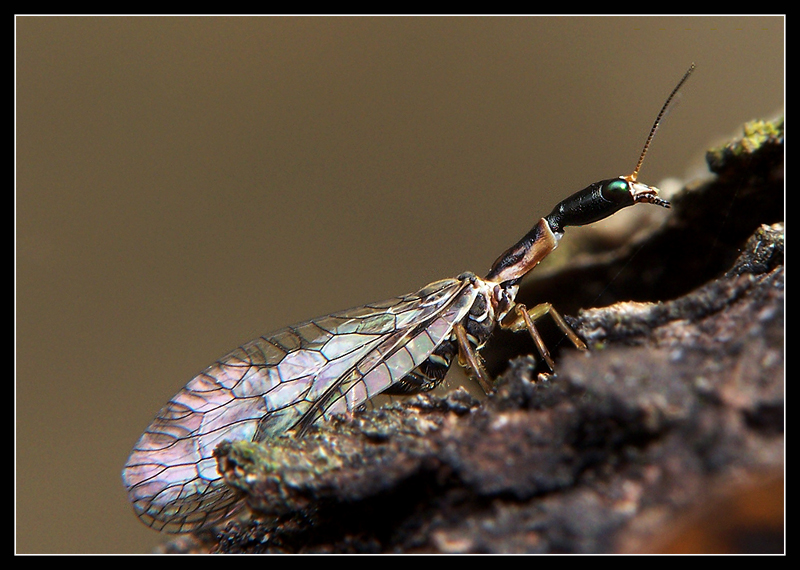